# Anchoviella
Anchoviella é um gênero de anchovas, no Brasil também chamado de manjuba, da família Engraulidae. É nativa das partes costeiras tropicais dos oceanos Atlântico ocidental e Pacífico oriental, bem como dos rios da América do Sul.

## Espécies
O gênero possui as seguintes espécies:
- Anchoviella alleni (Myers, 1940)
- Anchoviella balboae (Jordan and Seale, 1926)
- Anchoviella blackburni Hildebrand, 1943
- Anchoviella brevirostris (Günther, 1868)
- Anchoviella carrikeri Fowler, 1940
- Anchoviella cayennensis (Puyo, 1946)
- Anchoviella elongata (Meek and Hildebrand, 1923)
- Anchoviella guianensis (Eigenmann, 1912)
- Anchoviella jamesi (Jordan and Seale, 1926)
- Anchoviella juruasanga Loeb, 2012
- Anchoviella lepidentostole (Fowler, 1911)
- Anchoviella manamensis Cervigón, 1982
- Anchoviella perezi Cervigón, 1987
- Anchoviella perfasciata (Poey, 1860)
- Anchoviella vaillanti (Steindachner, 1908)